# Завод за медицину рада и спорта Републике Српске
| Завод за медицину рада и спорта Републике Српске |                                      |
| Основан                                          | 3. јануар 2007.                      |
| Земља                                            | Република Српска Босна и Херцеговина |
| Директор                                         |                                      |
| Седиште                                          | Бања Лука                            |
| Адреса                                           | Здраве Корде 4                       |
| Сајт                                             | http://www.medicinaradaisporta.net/  |

Завод за медицину рада и спорта Републике Српске је јавна државна здравствена установа, основана 3. јануара 2007. године чија је основна делатност у области медицине рада и спорта, у оквиру плана мреже здравствених установа Републике Српске регулисана Законом о здравственој заштити. У свом саставу има и организационе јединице у Приједору, Бијељини, Источном сарајеву, Добоју и Требињу.
У скалду са својом наменом Завод обавља делатност опште медицинске праксе (медицинско савјтовање и лечење укључујући превентивну медицинску заштиту из области опште медицине коју обављају доктори опште праксе), делатност специјалистичке медицинске праксе (медицинско савјетовање и љлечење укључујући превентивну медицинску заштиту у области специјалистичке медицине коју обављају доктори специјалисти и хирурзи) и остале видове здравствне заштите (психофизиологија и ергономија у медицини рада, професионална оријентација и селекција, хигијена и епидемиологија, професионална патологија, оцјену радне способности, медицина рада за одређене делатности од посебних интереса за Републику Српску).

## Положај и размештај
Седиште ЈЗУ Завод за медицину рада и спорта Републике Српске налази се у Бањој Луци, у центру града, у улици Здраве Корде 4, у објекту Поликилинке Дома Здравља Бања Лука.
Центри
- Центар за медицину рада и спорта Приједор, налази се у улици Мајора М. Тепића 2
- Центар за медицину рада и спорта Бијељина, налази се у улициСрпске војске 53
- Центар за медицину рада и спорта Добој, налази се у улици Немањина 18
- Центар за медицину рада и спорта Требиње,налази се у улици Луке Вукаловића бб
- Центар за медицину рада и спорта Источно Сарајево, налази се у улици Стефана Немање 1

## Историја
Јавна здравствена установа Завод за медицину рада и спорт Републике Српске основана је 3.јануара 2007.године одлуком Владе Републике Српске, након  регистрације код Основног суда у Бањи Луци као јавна здравствених установа.
Одлуком о плану мрежне здравствене установе предвиђено је да Завод за медицину рада и спорт Републике Српске у свом саставу има и организационе јединице у:
- Добоју, основана 2011. године
- Приједору, основана 2012. године
- Бијељини,
- Источном Сарајеву,
- Требињу.

Активности око оснивања осталих организационих јединица у општинама које су педвиђене планом мреже здравствених установа су у току.

## Задаци
У складу са Законом о здравственој заштити у Републици Српској Завод обављање следећих услуга:
Услуге превентивне здравствене заштите
- радника на радним местима са повећаним ризиком
- радника на радним мјестима без повећаног ризика (претходни, периодични, ванредни, циљни и систематски прегледи)

Утврђивање здравствене способности и услова
- лица за набављање, држање и ношење оружја и муниције
- услова које мора испуњавати возач моторног возила

Превентивне прегледе
- лица професионално изложених јонизујућем и нејонизујућем зрачењу
- здравствену заштиту лица изложених хемијским материјама и биоцидима
- жена ради превенције и благовременог откривања болести специфичних за жене

Издавање дозвола
Издавање дозвола за оспособљавање радника за пружање прве помоћи и друге послове у складу са Законом о здравственој заштити (Сл. гласник РС бр. 106/09), Законом о заштити на раду (Сл. гласник РС бр. 1/08) и другим подзаконским актима и правилницима као у складу са више од 70 Конвенције међународних организација рада, Декларацијама СЗО и Директивама Европске уније.

## Организационе јединице
У свом саставу Завод има:
- медицинске службе у Баљој Луци
- центре за медицину рада и спорта у Приједору, Бијељини, Зворнику, Источном сарајеву, Добоју и Требињу
- немедицинска одељења.

За извршавање ових делатности Завод располаже сопственим гинеколошким амбулантом, комплетно опремљениом лабораторијом са могућношћу вршења хематолошких и биохемијских анализа и кабинетом за ултразвук за ултразвучну дијагностику пацијената из своје надлежности.

### Медицинске службе
У оквиру Завода у Бањој Луцу раде две службе:
Служба медицине рада
У оквиру службе медицине рада раде следеће организационе јединице:
- Одсек за професионалне болести и токсикологију,
- Одсек за оцјену радне способности,
- Одсек за функционалну дијагностику,
- Одсек за лабораторијску дијагностику.

Служба медицине спорта
У оквиру службе медицине спорта раде следеће унутрашње организационе јединице:
- Одсек за оцену здравствене способности спортиста,
- Одсек за функционалну дијагностику.

### Центри за медицину рада и спорта
У оквиру Завода раде следећи центри:
- Центар за медицину рада и спорта Приједор,  Мајора М. Тепића 2
- Центар за медицину рада и спорта Бијељина,  Српске војске 53
- Центар за медицину рада и спорта Добој, Немањина 18
- Центар за медицину рада и спорта  Требиње, Луке Вукаловића бб
- Центар за медицину рада и спорта  Источно Сарајево, Стефана Немање 1

У сваком од наведених центара за медицину рада и спорта раде следеће амбуланте:
- Амбуланта медицине рада
- Амбуланта медицине спорта

### Немдицинска одељења
- Одењења за правне послове,
- Одељење кадровске и опште послове,
- Одељење за економско - финансијске послове.

## Кадровска структура
| Медицински кадар | Број извршилаца               | Немедицински кадар                                                                | Број извршиолаца |
| --- | ----------------------------- | --------------------------------------------------------------------------------- | ---------------- |
| - доктор мед. наука - магистар мед. наука - докт. медицине рада - дипл. психолог, сарадник - ВШС медицинске струке - ССС медицинске струке | - 1 - 2 - 16 - 2 - 6 - 4 - 18 | - магистар наука - ВСС немедицинске струке - ССС немедицинске струке - НК радници | - 1 - 3 - 7 - 7  |